# George Naccache
George Naccache (in arabo جورج ﻧﻘﺎﺶ‎?; Egitto, 1904 – Beirut, 1972) è stato un politico e editore libanese di religione maronita.
George Naccache - proprietario del quotidiano libanese di lingua francese L'Orient - dette vita nel 1936 insieme a Pierre Gemayel e a Charles Hélou alle Falangi Libanesi, un partito politico libanese che intendeva rappresentare e proteggere i cristiani e i loro interessi politico-economici.
Abbandonò tuttavia le Falangi abbastanza presto, come d'altronde fece anche il futuro presidente Hélou.
Più volte ministro dei Lavori Pubblici e dell'Informazione, fu anche ambasciatore del suo Paese in Francia (1966-1967).